# TJ Montostroj Senec
Telovýchovná jednota Montostroj Senec byl slovenský fotbalový klub z okresního města Senec v Bratislavském kraji.
Založen byl v roce 1921 jako Szenci TK (Szenci Testgyakorlók Köre). Většinu své historie klub prožíval v krajských mistrovstvích. Až v sezóně 1980/81, po vítězství ve Slovenské divizi F, postoupil do 2. SNFL (3. nejvyšší soutěž). Klub zaniká po sezóně 1989/90, jeho nástupcem se poté stal STK Senec (pozdější účastník slovenské nejvyšší soutěže).
Největším úspěchem klubu je účast v jednom ročníku 1. SNFL (1989/90), která byla druhá nejvyšší soutěž v Československu.

## Historické názvy
Zdroj: 
- 1921 – Szenci TK (Szenci Testgyakorlók Köre)
- 1941 – Szenci LE (Szenci Labdarúgó Egylete)
- 1946 – ŠK Senec (Športový klub Senec)
- 1951 – RSD Senec
- 1953 – Mlyn Senec
- 1954 – Sokol SZ Senec (Sokol Spojené závody Senec)
- 1954 – DŠO Slavoj Senec (Dobrovolná športová organizacía Senec)
- 1959 – TJ Energia Senec (Telovýchovná jednota Energia Senec)
- 1978 – TJ Poľnohospodár Senec (Telovýchovná jednota Poľnohospodár Senec)
- 1983 – TJ Montostroj Senec (Telovýchovná jednota Montostroj Senec)

## Umístění v jednotlivých sezonách
Zdroj: 
Legenda: Z - zápasy, V - výhry, R - remízy, P - porážky, VG - vstřelené góly, OG - obdržené góly, +/- - rozdíl skóre, B - body, červené podbarvení - sestup, zelené podbarvení - postup, fialové podbarvení - reorganizace, změna skupiny či soutěže
| Maďarsko (1942 – 1944)       |                                                              |        |     |     |     |     |     |     |     |     |        |
| Sezóny                       | Liga                                                         | Úroveň | Z   | V   | R   | P   | VG  | OG  | +/- | B   | Pozice |
| 1942/43                      | Északdunántúli kerület – sk. Felvidéki (II. osztály)         | 5      | 14  | 7   | 1   | 6   | 12  | 21  | -9  | 15  | 4.     |
| 1943/44                      | Győri (Északdunántúli) kerület – sk. Felvidéki (II. osztály) | 5      | 14  | 8   | 1   | 5   | 29  | 26  | +3  | 17  | 4.     |
| Československo (1945 – 1990) |                                                              |        |     |     |     |     |     |     |     |     |        |
| Sezóny                       | Liga                                                         | Úroveň | Z   | V   | R   | P   | VG  | OG  | +/- | B   | Pozice |
| ...                          |                                                              |        |     |     |     |     |     |     |     |     |        |
| 1963/64                      | I. A trieda ZsFZ – sk. Jih                                   | 4      | ... | ... | ... | ... | ... | ... | ... | ... |        |
| 1964/65                      | I. A trieda ZsFZ – sk. Jih                                   | 4      | 25  | 12  | 3   | 10  | 44  | 30  | +14 | 27  | 5.     |
| 1965/66                      | I. A trieda ZsFZ – sk. Jih                                   | 5      | ... | ... | ... | ... | ... | ... | ... | ... |        |
| 1966/67                      | I. A trieda ZsFZ – sk. Jih                                   | 5      | 26  | 7   | 4   | 15  | 50  | 55  | -5  | 18  | 12.    |
| 1967/68                      | I. A trieda ZsFZ – sk. Jih                                   | 5      | 26  | 13  | 5   | 8   | 51  | 29  | +22 | 31  | 3.     |
| 1968/69                      | I. A trieda ZsFZ – sk. Jih                                   | 5      | 26  | 16  | 5   | 5   | 59  | 29  | +30 | 37  | 2.     |
| 1969/70                      | Krajský přebor – sk. Bratislava                              | 5      | 24  | 8   | 6   | 10  | 28  | 29  | -1  | 22  | 9.     |
| 1970/71                      | Krajský přebor – sk. Bratislava                              | 5      | 25  | 10  | 8   | 7   | 42  | 28  | +14 | 28  | 5.     |
| 1971/72                      | Krajský přebor – sk. Bratislava                              | 5      | 25  | 7   | 7   | 11  | 25  | 35  | -10 | 21  | 11.    |
| 1972/73                      | Krajský přebor – sk. Bratislava                              | 5      | 21  | 7   | 6   | 8   | 23  | 29  | -6  | 20  | 10.    |
| 1973/74                      | Krajský přebor – sk. Bratislava                              | 5      | 23  | 6   | 6   | 11  | 22  | 32  | -10 | 18  | 14.    |
| 1974/75                      | Krajský přebor – sk. Bratislava                              | 5      | 25  | 11  | 6   | 8   | 32  | 25  | +7  | 20  | 4.     |
| 1975/76                      | Krajský přebor – sk. Bratislava                              | 5      | 26  | 8   | 9   | 9   | 39  | 35  | +4  | 25  | 7.     |
| 1976/77                      | Krajský přebor – sk. Bratislava                              | 5      | 24  | 10  | 5   | 9   | 42  | 39  | +3  | 25  | 7.     |
| 1977/78                      | Krajský přebor – sk. Bratislava                              | 4      | 26  | 10  | 6   | 10  | 31  | 28  | +3  | 26  | 6.     |
| 1978/79                      | Krajský přebor – sk. Bratislava                              | 4      | 26  | 7   | 13  | 8   | 32  | 28  | +4  | 25  | 7.     |
| 1979/80                      | Krajský přebor – sk. Bratislava                              | 4      | 26  | 17  | 6   | 3   | 55  | 21  | +34 | 40  | 1.     |
| 1980/81                      | Divize – sk. Západ                                           | 3      | 30  | 11  | 3   | 8   | 26  | 28  | -2  | 25  | 5.     |
| 1981/82                      | 2. SNFL – sk. Západ                                          | 3      | 30  | 12  | 10  | 8   | 31  | 31  | 0   | 34  | 3.     |
| 1982/83                      | 2. SNFL – sk. Západ                                          | 3      | 30  | 11  | 4   | 15  | 33  | 38  | -5  | 26  | 14.    |
| 1983/84                      | 2. SNFL – sk. Západ                                          | 3      | 30  | 14  | 7   | 9   | 36  | 30  | +6  | 35  | 3.     |
| 1984/85                      | 2. SNFL – sk. Západ                                          | 3      | 30  | 16  | 3   | 11  | 44  | 40  | +4  | 35  | 4.     |
| 1985/86                      | 2. SNFL – sk. Západ                                          | 3      | 30  | 14  | 6   | 10  | 50  | 38  | +12 | 34  | 4.     |
| 1986/87                      | 2. SNFL – sk. Západ                                          | 3      | 30  | 11  | 9   | 10  | 45  | 38  | +7  | 31  | 4.     |
| 1987/88                      | 2. SNFL – sk. Západ                                          | 3      | 30  | 20  | 3   | 7   | 65  | 25  | +40 | 43  | 2.     |
| 1988/89                      | 2. SNFL – sk. Západ                                          | 3      | 30  | 18  | 6   | 6   | 62  | 26  | +36 | 42  | 1.     |
| 1989/90                      | 1. SNFL                                                      | 2      | 30  | 12  | 6   | 12  | 32  | 39  | -7  | 30  | 6.     |

## TJ Montostroj Senec „B“
TJ Montostroj Senec „B“ byl rezervní tým seneckého Montostroje. Největšího úspěchu dosáhl v sezóně 1985/86, kdy se v Divizi (tehdejší 4. nejvyšší soutěž) umístil na 7. místě.

### Umístění v jednotlivých sezonách
Zdroj: 
Legenda: Z - zápasy, V - výhry, R - remízy, P - porážky, VG - vstřelené góly, OG - obdržené góly, +/- - rozdíl skóre, B - body, červené podbarvení - sestup, zelené podbarvení - postup, fialové podbarvení - reorganizace, změna skupiny či soutěže
| Československo (1985 – 1987) |                                   |        |    |   |   |    |    |    |     |    |        |
| Sezóny                       | Liga                              | Úroveň | Z  | V | R | P  | VG | OG | +/- | B  | Pozice |
| 1985/86                      | Divize – sk. Západ (Bratislava B) | 4      | 26 | 9 | 5 | 12 | 36 | 45 | -9  | 23 | 7.     |
| 1986/87                      | Divize – sk. Západ (Bratislava B) | 4      | 26 | 7 | 7 | 12 | 28 | 39 | -11 | 21 | 10.    |